# 筒井哲也
筒井 哲也（つつい てつや、1974年11月17日 - ）は、日本の漫画家。
愛知県出身。2002年、集英社『月刊少年ジャンプ』8月22日増刊号」号掲載の『最弱拳銃士ルービック』でデビュー。
後に自身のサイトで公開していたウェブコミックが話題になり、スクウェア・エニックス『ガンガンYG』で『リセット』を連載。2007年に『ダズハント』『リセット』『マンホール』がフランスで発売され、人気を博す。2015年に『有害都市』が日本に先駆けてフランス国内で先行発売され、同年7月にアジアのバンド・デシネを対象とするコミック評論家・ジャーナリスト協会賞（ACBD）で最優秀作品賞を受賞した。また、同作品は2017年に第20回文化庁メディア芸術祭マンガ部門優秀賞を受賞している。

## 作品リスト
- FOOL'S PARADISE（2002年 HP公開作品） - 単行本未収録
- 多重夢（2002年 HP公開作品 、後にエンターブレイン『テックウィン』掲載 、2005年にスクウェア・エニックスより刊行） - 単行本『ダズハント』（全1巻）内収録
- 最弱拳銃士ルービック（2002年、集英社『月刊少年ジャンプ』増刊号） - 単行本未収録
- DUDS HUNT（2002年、HP公開作品 、2005年にスクウェア・エニックスより単行本化） - 単行本『ダズハント』内収録
- 友美さんの休日（2003年、HP公開作品） - 単行本未収録
- リセット（フランス語版）（2004年、スクウェア・エニックス『ガンガンYG』） - 全1巻
- マンホール（2005年 - 2006年、スクウェア・エニックス『ヤングガンガン』） - 全3巻[6]
- コレクター（2007年、HP公開作品） - 単行本未収録
- 予告犯（2011年 - 2013年、集英社『ジャンプ改』） - 全3巻
- 有害都市（2014年 - 2015年、集英社『ジャンプ改』→『となりのヤングジャンプ』） - 全2巻
- ノイズ【noise】（2017年 - 2020年、集英社『グランドジャンプ』） - 全3巻
- NEETING LIFE ニーティング・ライフ（2021年 - 2023年、集英社『ヤンジャン!』[7]） - 全2巻